# Gammarus vignai
Gammarus vignai is een vlokreeftensoort uit de familie van de Gammaridae. De wetenschappelijke naam van de soort is voor het eerst geldig gepubliceerd in 1978 door Pinkster & Karaman.
De mannetjes van G. vignai kunnen 22 mm groot worden, de vrouwtjes zijn iets kleiner. De dieren zijn blind en geheel pigmentloos. Soms worden wel rode vlekken aangetroffen op de plek van de ogen. De soort is in 1974 aangetroffen in een ondergronds water in de grot Camlik Dalayman Cocuk attiklari delik in de provincie Konya in Turkije.